# Верижен трион
Верижният трион (разг. резачка) е преносим моторизиран трион, предназначен за грубо рязане на дървесина. Според типа двигател, използван за задвижване на режещата гарнитура, верижните триони се делят на бензинови и електрически. Бензиновите или „моторните“ триони (както още са наричани в специализираната литература) имат малък двутактов бензинов двигател с вътрешно горене. Използват се предимно в лесовъдството, като основен инструмент за първичен дърводобив, при поваляне, кастрене и разтрупване на дървесен материал и други операции извършвани при огледни, санитарни или възобновителни сечи на горите. Използват се също така и от градски озеленители за поддръжка на паркови дървета, намират приложение в отрядите на Гражданска защита и пожарникарите като инструменти за отстраняване на препятствия по време на природни бедствия или аварии, за рязане на дървени греди на строителни площадки, както и за рязане на дърва за огрев в еднофамилни къщи или фермерски стопанства. Електрическите верижни триони използват електродвигатели, което се отразява на мобилността на инструмента и този тип верижни триони са със стационарно използване: дворове, строителни площадки, работилници, цехове и др., заради нуждата им от източник на мрежово захранване.

## Конструкция
Съвременната концепция в конструкцията на верижните триони, без значение от принципа на задвижване, обособява няколко основни възли:
- компактен двигателен блок, служещ за задвижване.
- предавателна система
- режеща гарнитура
- рама с органи за управление

### Видове двигатели, използвани за задвижване

#### Бензинов двигател
За задвижването на верижни триони се използват едноцилиндрови двутактови двигатели с въздушно охлаждане, използващи за гориво смес от бензин и двутактово масло (наречена „горивна смес“).
Като цяло използваните в моторните триони бензинови двутактови двигатели не се различават принципно от класическата конструкция двутактови двигатели, при които газоразпределението е чрез преливни канали, а мазането на елементите, разположени в подбуталното пространство (колянов вал, биела, основни лагери и игленият лагер или втулката на буталния болт), е чрез горивната смес. Въпреки принципната еднаквост, двигателите за преносими моторни единици (в това число и моторните триони) са усъвършенствувани и оптимизирани, поради което се отличават с:
- Малки габарити;
- Ниско тегло;
- Възможност за нормална работа, без значение от наклона на двигателя спрямо хоризонталната равнина;
- Използване на само 2 качества масла и 2 пропорции масло: бензин— 1:25 или 1:50 обемни части.

Основните компоненти на бензиновите двигатели, използвани във верижните триони и определящи качествата на двигателя, са:
- Цилиндър

Основнен елемент в двигателния блок на бензиновите верижни триони. Изработва се чрез отливане от леки алуминиеви сплави с висока устойчивост на температура и корозия. Външната страна е оребрена с цел по-бързото отвеждане и отдаване на топлината, която се отделя от горивната камера при работа на двигателя. Оребрената външна повърхност е приблизително 10 пъти по-голяма от работната повърхност вътре в цилиндъра. Работната повърхност е хромирана за да се увеличи устойчивостта на износване.
В отливката на цилиндъра са разположени преливните канали. В съвременните двигатели за преносими моторни единици, почти не се забелязват цилиндри само с 2 преливни канала. Масово произвежданите цилиндри са с 4 преливни канала, а при двигатели с голям работен обем се използват и 6 преливни канала.
В главата на цилиндъра се намира отворът за запалителната свещ. От двете страни на цилиндъра, по надлъжната ос на машината, са разположени всмукателния отвор, към който се монтира карбураторът, и изпускателният отвор, който контактува с ауспуха.
- Картер
- Колянов вал
- Бутало

#### Характерни елементи в конструкцията на верижните триони с бензинов двигател

##### Горивна система
Горивната система служи за транспорт и подаване (захранване) на цилиндъра с горивна смес. Като стандартно изпълнение тя е изградена от резервоар за гориво, горивен филтър, горивопровод и карбуратор. Правилното дозиране и подаване на гориво се извършва от карбуратора, като освен горивна смес, в цилиндъра постъпва и въздух, за да се осигури необходимото количество кислород за оптимално изгаряне на сместа. Подаването на въздух се осъществява посредством въздушнопреносната система, която, подобно на горивната, е свързана с карбуратора.
Филтърна и въздушнопреносна система
При работа верижните триони образуват условия за завихряне на отделените при рязането частици (дървени стружки или фина дървесна прах), или летливи прашинки и малки камъчета (при рязане ниско до земята). Това завихряне се получава заради движението на веригата и циркулиращия около цилиндъра въздух, завихрян и насочван от вентилаторните перки на маховика. За да работи нормално двигателят, необходимо е въздухът, който постъпва в цилиндъра, да бъде максимално пречистен от външни замърсители.
Очистването на постъпващия към карбуратора въздух се извършва стандартно от въздушен филтър, който може да е изработен от текстил, хартия, пластмасови или метални решетки с много фини отвори. В съвременните верижни триони се използват различни технически решения, които включват: максимално качество в изработката и материалите на основните въздушни филтри, предварителни филтри (за някои модели), а от 2006 г. – и предварително очистване на въздуха от тежки частици с помощта на завихрянето, създадено от маховика и специален профил на камерата, в която се намира вентилаторът. Така, посредством центробежните сили, значително по-тежките замърсители се отделят по специален канал и се насочват към ребрата на цилиндъра, заедно с необходимия за охлаждането му въздух. Втори канал доставя въздуха, наситен с по-фини замърсители, към въздушния филтър. Порестата структура на въздушния филтър улавя тези замърсители и пропуска максимално очистен въздух. Предимството на машини с подобна филтърна система е двойно по-големият период на проверка и почистване на въздушния филтър в процеса на работа.
Карбуратор
- Диафрагмен карбуратор
- Диафрагмен карбуратор с компенсатор

Бензинов резервоар и горивопреносна система

##### Запалителна система
- Запалителен модул (бобина)
- Маховик
- Запалителна (стартерна) свещ

##### Стартерен механизъм
- Конвенционален стартерен механизъм
- Пружинен (възвратен) стартерен механизъм

##### Предавателна система
- Центробежен съединител

| Водеща част:                       |
| 1 – Центробежни тежести            |
| (или „челюсти“);                   |
| 2 – основа; 3 – пружини;4 – скоби. |

| Водима част:                                                   |
| 5 – Барабан;                                                   |
| 6 – Вътрешна контактна повърхност;                             |
| 7 – Външна контактна повърхност;                               |
| 8 – Прорез за прикачване на лоста на шнека на маслената помпа; |
| 9 – Верижно зъбно колело.                                      |

Центробежният съединител е монтиран неподвижно на шийката на коляновия вал и служи за автоматично съединяване и разединяване на двигателя към режещата гарнитура. Състои се от две основни части, наречени „водеща“ и „водима“ част.
Основата е неподвижно монтирана (завита) на шийката на коляновия вал на двигателя. Трите челюсти са подвижно свързани за основата чрез скобите и пружините. Отвън е барабанът.
Включването и изключването на съединителя е изцяло автоматично и зависи единствено от честотата на въртене на коляновия вал. Не е необходима някаква омасляваща или смазочна среда за нормалната му работа, затова е „сух“.
Принципът на действие е: При ниски обороти (работа на празен ход), водещата част се върти свободно в барабана, движение не се предава. При подаване на газ, под действието на центробежните сили, челюстите превъзмогват силата на пружините и се плъзгат навън по оста на трите лъча на основата, върху които са монтирани подвижно, като по този начин се увеличава общият диаметър на периферията на водещата част. При около 3700 об./мин. (за най-масовите модели машини със средна кубатура, без значение от производителя това е около 30 – 40% от номиналната честота на въртене) челата на челюстите влизат в контакт с вътрешната контактна повърхност на барабана и се получава сцепление, движението се предава към веригата.
Центробежният съединител позволява да се избегне угасването на двигателя при претоварване, а също и да спре движението на режещата верига при отпуснат лост на газта, което облекчава и прави безопасно преместването на инструмента на къси разстояния (например при кастрене) с включен двигател и без да е необходимо повторно запалване преди всяка операция.
Повредите на съединителя са следните:
1. Зацепване при по-ниски обороти. Това е вследствие износване и отслабване на пружините.
2. Съединителят блокира във включено положение. Макар и много рядко, това е възможно. Причината е скъсване на една или повече пружини или прекалената им амортизация. Използването на подобен трион от гледна точка на личната безопасност е недопустимо, тъй като във всеки един режим на работа на двигателя режещата верига се движи.
3. Прекомерно износване (заглаждане) на челата на челюстите или контактната повърхност на барабана, вследствие на което водещата част превърта (приплъзва) вътре в барабана, когато машината е под товар. В този случай веригата спира движението си в процеса на рязане, а трион с подобен дефект е практически неизползваем.

- Водещо зъбно колело

| Профилно водещо колело:                                      |
| 1 – Верижно зъбно колело;                                    |
| 2 – Барабан на съединителя/Основа на верижното зъбно колело; |
| 3 – Част от верига.                                          |

На водимата част на съединителя – барабана, при съвременните верижни триони е закрепено сваляемо или несваляемо верижно зъбно колело, което движи веригата. Наименованието „водещо колело“ всъщност е комбинацията от двата детайла, без значение как са свързани помежду си. Неразглобяемите се наричат „профилни водещи колела“, а тези при които е възможно зъбното колело да се демонтира и подмени в случай на нужда, се наричат „касетъчни водещи колела“.

#### Характерни елементи в конструкцията на електрическите верижни триони
- Редукторна система
- Електронен блок

#### Общи елементи в конструкцията на верижните триони, независимо от начина на задвижване
- Спирачка на веригата
- Елементи на системата за смазване

## Режеща гарнитура
Без значение от принципа на задвижване, режещата гарнитура се състои от водеща (или направляваща) шина (разг. „дъска“, „меч“, „нож“) и режеща верига. Определени модели, представители на професионалния клас, имат възможност за монтиране на ножица за жив плет, като по този начин се разширява приложението на уреда. Описаната приставка не е масова практика до момента и няколкото разработки, появили се серийно на пазара от 2000 г. насам, са единични проекти на водещи компании в производството на верижни триони, като конструктивно са ограничени до конкретния модел, произвеждан от всяка от компаниите. Съществуват приспособления, които се монтират на водещата шина на верижния трион и чрез тях машината може да се използва с добър успех, като мобилен гатер за надлъжно рязане (бичене) на дървени трупи.

### Направляваща шина

#### Конструкция
Направляващите шини се състоят от три заварени помежду си метални пластини и канал (жлеб), в който се движат водещите звена на веригата. Заради изискването да са максимално издръжливи на големи натоварвания и да не се огъват по време на работа, те се изработват предимно от метални сплави с голяма износоустойчивост и високо съдържание на силиций, като каналът на веригата допълнително се подлага на индуктивно закаляване. Съвременните висококачествени направляващи шини се изработват от хром-молибденова стомана, което допринася за значителното намаляване на теглото им спрямо използваните в миналото. Вече съществуват и т.нар. „олекотени шини“, които са с 30% по-ниско тегло от стандартна хром-молибденова шина със същите размери и профил. Олекотените шини се изработват от три заварени една за друга стоманени пластини, като средната е технологично изрязана, а свободните пространства са запълнени с подсилен със стъклени влакна полиамид.
В конструкцията на шините се наблюдават няколко основни елемента, които са предпоставка за възможностите на шината (главно като приложение), както и съвместимостта им с определени типове вериги, водещи колела или моторни триони, като цяло.
Предната част на направляващата шина е заоблена с цел намаляване на триенето при заобикаляне на веригата около нея и се нарича глава. Масово произвежданите шини са с направляващо зъбно колело вътре в главата на шината, което при необходимост може да се подменя. Произвеждат се и шини без направляващо зъбно колело, предназначени за рязане на много твърда, замърсена с кал или замръзнала дървесина. При този тип шини главата и заоблената част на канала за веригата са изработени чрез твърдосплавно лазерно наваряване (или напластяване) от стелит (кобалт-хром-волфрамова сплав), което ѝ придава висока износоустойчивост.

#### Предназначение
Шината е елемент на верижния трион, който осигурява точното водене на веригата в равнината на рязането. Задвижването на режещата верига се осъществява механично от водещото (зъбно) колело, което от своя страна се задвижва от центробежния съединител, монтиран на коляновия вал на двигателя (при триони с бензинов двигател), или чрез редукторна предавка, зацепена с ротора (при електрически триони). Веригата се „плъзга“ по непрекъснат канал по периферията на шината. За да се получи продуктивно рязане, е необходимо да се сведат до минимум силите на триене, които се създават между направляващите звена на веригата, които контактуват с канала на шината и самия канал, като по този начин мощността на двигателя да се трансформира с минимални загуби до обработвания материал. За намаляване на триенето, както и за удължаване срока на експлоатация на режещата гарнитура, като цяло в съвременните триони съществуват комплексни технологични решения, които са комбинация от опита, трупан през годините.
Основно системата за смазване (маслен резервоар за смазване на веригата и маслена помпа) допринася за драстичното намаляване на триенето, чрез внасяне на смазочно масло в канала на шината, което се разнася по цялата му дължина посредством профила на направляващите звена на режещата верига. С развитието на технологиите ефектът е сведен до минимум и от страна на материалите, от които се изработват елементите на режещите гарнитури.

#### Приложение и видове шини
Профилът (формата) на направляващата шина, нейната дължина и, не на последно място, материалът, от който е изработена, обуславят нейното приложение. Различните видове шини имат широко приложение в зависимост от качествата си.
- За дърворезба и скулптура на дърво – „Carving“ шини
- За санитарно поддържане на дървета
- За кастрене и разтрупване
- За поваляне на дървета
- За надлъжно рязане
- За прорязване на вентилационни отвори в покривите на сгради при гасене на пожари, както и за извършване на спасителни операции или разчистване на отломки при аварии или автомобилни катастрофи. Този тип шини са пригодени за използване само на мощни професионални триони с предварително монтирани подходящи ограничители и в комбинация със специално произведени за целта вериги с режещи зъби от твърдосплавен метал и устойчиви на удар плочки, служещи като броня в областта на занитване на звената едно за друго. Тъй като шините са предназначени за разрязване на бронирано стъкло, ламарина и леки строителни конструкции (без армиран бетон), те се изработват от висококачествени материали, но въпреки това нямат дълъг експлоатационен период, т.е. пригодени са за инцидентно, а не за непрестанно рязане на описаните материали.

### Режеща верига
Веригата е съставена от шарнирно свързани метални пластини (звена) с различна форма, подредени в три реда. Средният ред е от задвижващи (водещи) звена. Режещите и свързващите звена са разположени от двете страни на водещите звена и са свързани с тях с помощта на нитове в строго определен ред по двойки: десен режещ зъб – срещуположно на него свързващо звено, две срещуположно разположени свързващи звена, ляв режещ зъб – срещуположно на него свързващо звено и т.н. Според вида на обработвания материал съществуват различни вериги, които се различават основно в профила на режещите зъби и материала, от който са изработени. Масово използваните вериги с широк диапазон на приложение се наричат „универсални“. Съвременните универсални вериги имат режещи зъби с извита Г-образна форма, заради това често те са наричани Г-образни вериги.

#### Устройство на режещата верига
Режещи звена
Режещите звена са същинските инструменти, извършващи рязането, чрез равномерно отнемане на материал в зоната на рязане (контактната повърхност на режещата верига и обработвания материал). Звената от този тип се делят на леви и десни, което определя положението им спрямо водещите звена от средния ред.
- Режещ зъб е частта от режещото звено, която осъществява рязането; зъбът може да бъде продължение на звеното (неразделна част от него) или допълнително споен към звеното твърдосплавен зъб. Режещият зъб има сложна геометрия с два режещи ръба – горен и страничен.
- Ограничител на подаването (разг. – „чистач“) – представлява метална гърбица (издатък) на режещото звено, намираща се преди режещия зъб. Конструктивно той е по-нисък от режещия зъб и функцията му е да ограничава колко материал да се поеме от горния ръб на зъба при рязане. Разликата между височината на режещия зъб и ограничителя на подаването се нарича стъпка на подаване и се обозначава в милиметри. За всеки тип верига стъпката на подаване е различна. При заточване на веригата височината на горния режещ ръб на зъба намалява, което променя и стъпката на подаване, което води до неефективност на веригата. За да се запази стъпката на подаване е необходимо ограничителя на подаването да бъде отнеман с пила за метал посредством специален шаблон, след всяко едно заточване на веригата.

Направляващи (водещи) звена (разговорно – „водачи“, „пети“)Служат за задвижване и направляване на веригата по канала на водещата шина. Също така имат важна роля в смазването на веригата и шината по време на работа с цел намаляване на триенето, както и на зъбното колело (разговорно – „звьоздочка“), намиращо се в главата на шината.
Свързващи звена
Служат за свързване на режещи и направляващи звена.

### Допълнителни приставки
- Ножица за жив плет
- Инструмент за надлъжно рязане

## Класове
Обобщаването в класове на верижните триони е според техните възможности и технически данни. Сам по себе си нито един критерии не е решаващ, което налага комбинация от няколко такива.
Верижните триони с бензинов двигател се делят на класове според:
- работен обем на двигателя (кубатура)(cm³)
- мощност (прието е да се изразява в „конски сили“ (к.с./ hp))
- приложението
- относителен моторесурс, т.е. относително (предполагаемо – на базата на общоприети за всички производители изпитания) време на работа, в часове.

Класификацията, според моторесурса (на първо място), разделя бензиновите триони на следните 3 основни класа:
- - Клас „Хоби“ – за работа по около 20 часа на месец. Те са леки и евтини, но не стават за професионалния дърводобив, тъй като моторесурсът им бързо се изчерпва. Предназначени са предимно за обслужването на еднофамилни къщи (кастрене на овошки; оформяне на корони; рязане на дърва за огрев и др.), използват се на открити строителни площадки (за подготовка и изграждане на кофражи и дървени конструкции и скелета), за дърворезба и др.

- - Междинен клас (разг. „полупрофесионален“ или „фермерски“) – за работа по 8 до 10 часа дневно, но не ежедневно. Предназначени са за обслужване на фермерски (селски) стопанства, поддържане на частни гори или овощни масиви. Намират и частично приложение в професионалния дърводобив, където дървосекачите често ги използват като спомагателни триони за кастрене, тъй като са значително по-леки от трионите за поваляне.

- - Професионален клас – представителите от този клас издържат от 8 до 10 часа работа ежедневно в рамките на работния сезон, без значение от метеорологичните условия и надморската височина, на която е разположено сечището. Относителният моторесурс е повече от 2000 работни часа. Ценовата разлика спрямо тези от междинния клас не е така голяма, но отнесени към моделите от клас „Хоби“, е в пъти повече. Повечето професионални триони са с по-големи габарити и по-тежки в сравнение с другите два класа. Това се обуславя от специфичното им приложение, основно за: поваляне на дървета и разтрупване на сортименти. Теглото на моторния трион не е основен фактор за класифициране, тъй като съществуват редица професионални триони за кастрене с габарити, еквивалентни на тези от междинния клас.

Приетата от производителите класификация, съответно наложена в горското стопанство, разделя бензиномоторните триони на IV класа. Границите на класовете може леко да се различават в отделни страни заради локалните нормативни уредби. Общоприетите в България към 2007 г. класове са:
| Клас | Наименование | Работен обем, cm³ | Мощност, kW / HP      | Тегло¹, kg |
| I    | много леки   | </= 40            | </=1,5 / 2,0          | 4 ÷ 4,5    |
| II   | леки         | 40 ÷ 50           | 1,6 / 2,2 ÷ 2,5 / 3,4 | 4,6 ÷ 5,5  |
| III  | средни       | 50 ÷ 70           | 2,6 / 3,5 ÷ 3,5 / 4,7 | 5,6 ÷ 6,5  |
| IV   | тежки        | >70               | >3,5 / 4,7            | >6,5       |

¹Посочените данни са за моторен трион в незаредено състояние и без режеща гарнитура (шина и верига). В зависимост от модификацията или екстрите (катализатор, компенсатор, отопление на ръкохватката и др.) и свързаното с това увеличаване на общото тегло на триона, е възможно известно разминаване на данните в колона „Тегло“ за модели от съседни класове.
Електрическите верижни триони от своя страна подлежат на подобни критерии за класифициране, които се изразяват основно чрез:
- изходяща мощност на електрическия двигател (прието е да се изразява във W (ватове)
- относителен (неангажиращ) времеви ресурс.

## История
В 1926 г. се появява първият верижен трион с марка STIHL, използван основно в цехове за разкрояване на дървесина, тъй като задвижването му е било посредством електрически двигател с изходяща мощност от 2,2 kW. Заради познатите по това време материали и технологии, теглото на този трион (48 kg) е изисквало обслужване от двама секачи по време на рязане.
През 1929 г. Андреас Щил представя първия си модел бензинов верижен трион, който е първият в света преносим с такъв тип двигател. Наречен е „машина за поваляне на дървета, тип А“ (обслужвана отново от двама секачи, тегло от 46 kg и мощност 6 к.с.) и започва масово производство в основаната си през 1926 г. компания за горска техника и машини за почистване.
1950 г. е годината, в която се появява първият в света бензинов моторен трион, обслужван от един секач. Теглото му е 16 kg и отново е дело на STIHL, като с цел инструмента да бъде максимално практичен, се въвежда т.нар. „накланящ се карбуратор“ (конструктивно решение, според технологиите по онова време), за да може машината да се използва еднакво пълноценно за надлъжно (по вертикала) рязане и поваляне (хоризонтално рязане). Фирмата STIHL работи и до днес, а резачка от тази марка разговорно се нарича „щилка“.

## Приложения

### В киното и компютърните игри
Верижния трион е използван във филми и компютърни игри, като инструмент за убиване и изтезаване, като например в „Белязаният“, „Бягащият човек“ и „Тексаско клане“; „Doom“ и „Grand Theft Auto: Vice City“.

## Техника на безопасност
Верижният трион е изключително опасен инструмент и всяко едно приложение, извън конструктивното му предназначение, може да доведе до фатални последствия.
Боравенето с верижен трион крие много рискове и може да доведе до контузии и наранявания и дори нещастни случаи. Заради това, при работа е наложително използването на лични предпазни средства (ЛПС), които да предотвратят наранявания и трайни вреди на работещия с инструмента. За намаляване на последствията в случаите на неумишлено порязване на тялото се използват специални работни облекла със съответен клас на защита от срязване. Относно вредните последствия от работа с моторен трион се препоръчва (а за професионалисти е задължително) използването на антивибрационни ръкавици с цел намаляване на риска от заболяване от вибрационна болест (разговорно – „бели пръсти“), която се изразява в промяна на еластичността на капилярите, разположени в зоната на контакт с инструмента (пръсти и длани). За намаляване на вредните влияния на шума (специално при бензиновите, верижни триони) е необходимо използването на антифони. При професионална (ежедневна работа) с бензинов верижен трион или друг преносим моторен уред (бензинов ъглошлайф, моторен свредел или храсторез) е задължително използването на антифони, тъй като продължителното излагане на шума от двигателя при работа води до намаляване на слуха, което е класифицирано като професионално заболяване.